# 乾由明
乾 由明（いぬい よしあき、1927年8月26日 - 2017年7月17日）は、日本の美術史家。京都大学名誉教授、金沢美術工芸大学名誉教授。兵庫陶芸美術館名誉館長。

## 来歴
大阪府大阪市出身。実家は高級料亭の播半。1951年京都大学文学部西洋近代美術史専攻卒。京都国立近代美術館勤務、京都大学教養部助教授、1975年教授。1991年、定年退官、名誉教授。1997年金沢美術工芸大学長。2006年兵庫陶芸美術館館長、2012年、退任、名誉館長。
フランスを中心とする西洋近代美術の研究・紹介に務める一方で、日本の近・現代美術について活発な評論活動を繰り広げ、現代美術批評の最前線に立つ。現代陶芸の研究者としても活躍し、富本憲吉、楠部弥弌など日本の陶芸家のみならず、バーナード・リーチ、ルーシー・リーやハンス・コパーなど海外の陶芸家とも親交を深めた。1989年小山冨士夫記念賞褒賞。2002年京都市文化功労者。
2003年11月瑞宝中綬章受章。

## 著書
- 『抽象絵画』保育社（カラーブックス）1965
- 『日本の近代陶芸』日本放送出版協会（NHK市民大学）1984
- 『眼の論理 現代美術の地平から』講談社 1991
- 『現代陶芸の系譜』用美社 1994

## 共編著
- 世界の名画 第11 モンドリアン・ダリ 学習研究社 1965
- 現代日本美術全集 10 小出楢重 集英社 1972
- ファブリ世界彫刻集 16 アントワーヌ・ペヴスネル 平凡社 1972
- 世界の名画 6 モネと印象派 辻邦生,高階秀爾共著 中央公論社 1972
- 日本の名画 50 浜口陽三 講談社 1973
- 新潮美術文庫 32 スーラ 新潮社 1974
- リッツォーリ版世界美術全集 22 マティス 集英社 1975
- 現代の陶芸 第12巻 八木一夫・鈴木治・加守田章二 講談社 1975
- ファブリ研秀世界美術全集 17 モディリアーニ,ユトリロ,シャガール,スーティン 研秀出版 1976
- 日本の名画 20 須田国太郎 中央公論社 1976.12
- 巨匠の名画 2 ルノワール 嘉門安雄共編 学習研究社 1976.4
- 日本の名画 7 棟方志功・浜口陽三・国吉康雄 /本間正義,富山秀男共編著 講談社 1977.8
- 日本のやきもの=現代の巨匠 4 河井寛次郎 講談社 1978.2
- 創作陶画資料 3-5 富本憲吉篇 美乃美 1978-1979
- 現代日本の美術 第16巻 陶芸 2 小学館 1979.7
- カンヴァス日本の名画 20 須田国太郎 司馬遼太郎共著 中央公論社 1979.7
- 現代日本陶芸全集 やきものの美 3 富本憲吉 集英社 1980.6
- 25人の画家 現代世界美術全集　第18巻 マティス 講談社 1980.9
- 現代日本の美術 第18巻 明日の美術 小学館 1980.11
- 現代日本陶芸全集 4 河合寛次郎 集英社 1980.12
- 現代日本陶芸全集 10 楠部弥弌 集英社 1981.6
- 現代日本陶芸全集 14 八木一夫 集英社 1982.2
- 現代日本陶芸全集 5 石黒宗麿 集英社 1982.8
- 現代日本の陶芸 第4巻 現代陶芸の旗手 講談社 1982.11
- 現代日本の陶芸 第9巻 伝統と創造の意匠 3 講談社 1983.11
- 現代日本の陶芸 第14巻 土と火の奇想 講談社 1984.9
- 加山又造全集 第5巻 用の美の世界 学習研究社 1990.8
- 昭和の文化遺産 第6巻 工芸 1 ぎょうせい 1990.12
- 日本の陶磁 現代編 全6巻 林屋晴三共編 中央公論社 1992-1993
- 世界美術大全集 西洋編 第28巻 キュビズムと抽象美術 小学館 1996.6
- 世界美術大全集 西洋編 第27巻 ダダとシュルレアリスム 小学館 1996.12

## 翻訳
- ピエト・モンドリアン ハンス・L.C.ヤッフェ解説 美術出版社 1971
- 現代の絵画 13 カンディンスキーと青騎士 マリサ・ヴォルピ・オルランディーニ 平凡社 1974
- 現代の絵画 18 モンドリアンと抽象絵画 ウンブロ・アポロニオ 平凡社 1975

## 参考
- 日本人名大辞典